# Saperda ohbayashii
Saperda ohbayashii är en skalbaggsart som beskrevs av Cenek Podany 1963. Saperda ohbayashii ingår i släktet Saperda och familjen långhorningar. Inga underarter finns listade i Catalogue of Life.